# 金士頓科技
金士頓科技公司（英語：Kingston Technology Corporation）為華裔美國人杜紀川和台灣裔美國人孫大衛在美國加州芳泉谷所創辦的一家記憶體產品生產商，在美國、英國、愛爾蘭、馬來西亞、台灣與中國大陸擁有後勤工廠。
金士頓是現今全球最大的DRAM記憶體模組獨立生產商及供應商，2017年DRAM全球市場市占率超過72%。台灣記憶體市場上的主力記憶體生產廠商如南亞科、茂矽、茂德、力晶、華邦電等都是金士頓的供應商，此外，金士頓還在快閃記憶體控制IC領域方面，陸續投資群聯（8299-TW）、鑫創（3259-TW）、點序（6485-TW）等公司，在記憶體封測廠方面，也入股力成（6239-TW）及華泰（2329-TW）；而記憶體模組廠則投資品安（8088-TW）。金士頓可能是第二大的快閃記憶體生產商，根據研究機構Gartner評估，金士頓為全球第二大隨身碟供應商。
2004年金士頓科技擁有2,400名雇員，2005年營收首次突破30億美元。以性能為主的DRAM產品線名為HyperX，擁有終生保固（質保）。
金士頓曾贊助2004年中華民國總統選舉重新驗票的費用，總數為1,695萬元新台幣。
2014年10月，金士頓在富比士雜誌“全美500大私人企業”中名列#69；在科技硬體及設備公司的分類中名列第二。

## 歷史

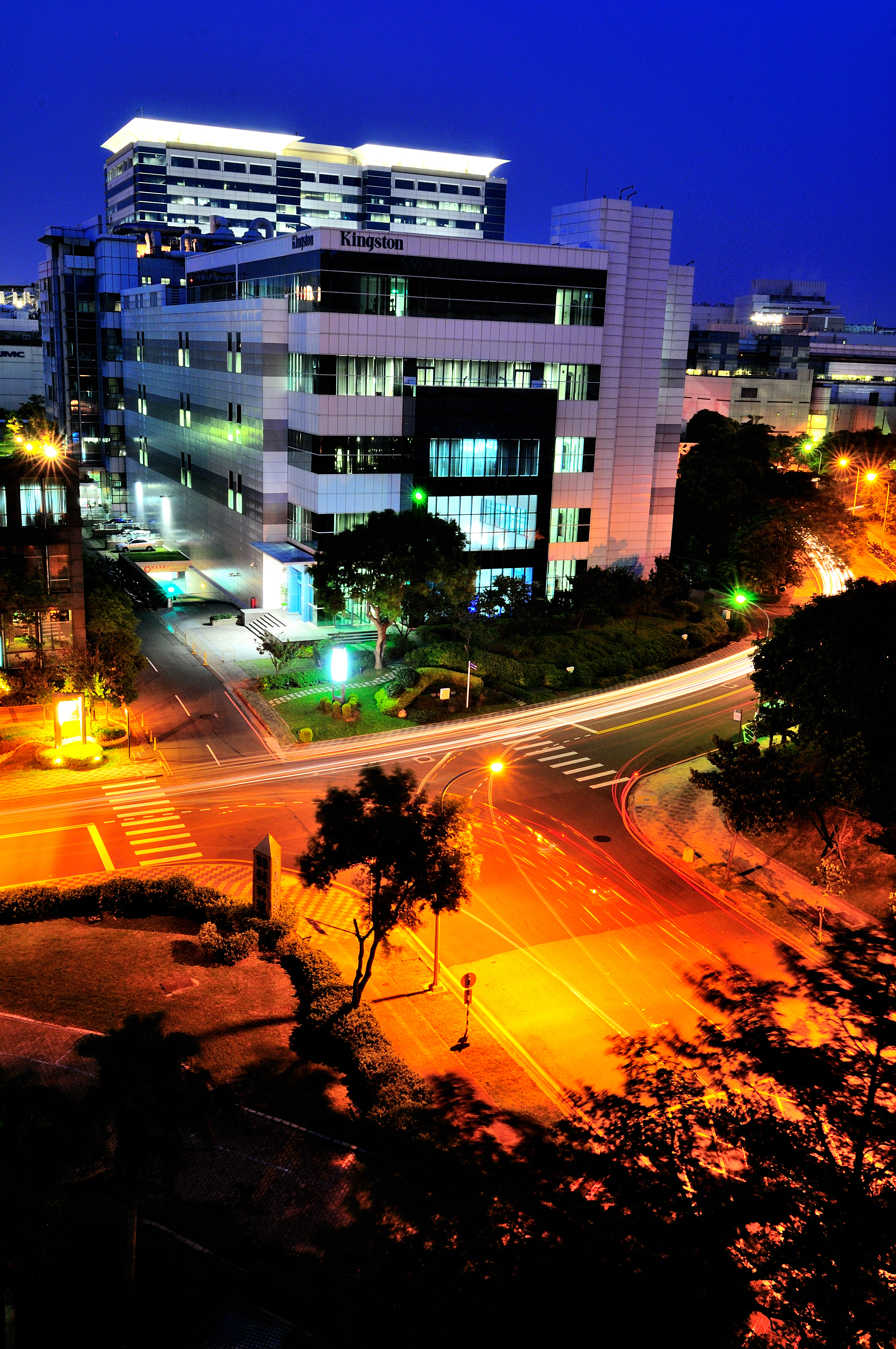
遠東金士頓科技總部

- 1987年10月17日，公司以出產單一產品創立（創辦人：杜紀川、孫大衛）。
- 1995年於德國慕尼黑設立首個歐洲分部。
- 2021年向惠普出售旗下電競周邊品牌HyperX。[8]

現時金士頓的歐洲總部位於英國森伯里，亞洲總部位於台灣新竹市，在美国加州、台灣、馬來西亞、中国上海與深圳設有生產工廠。

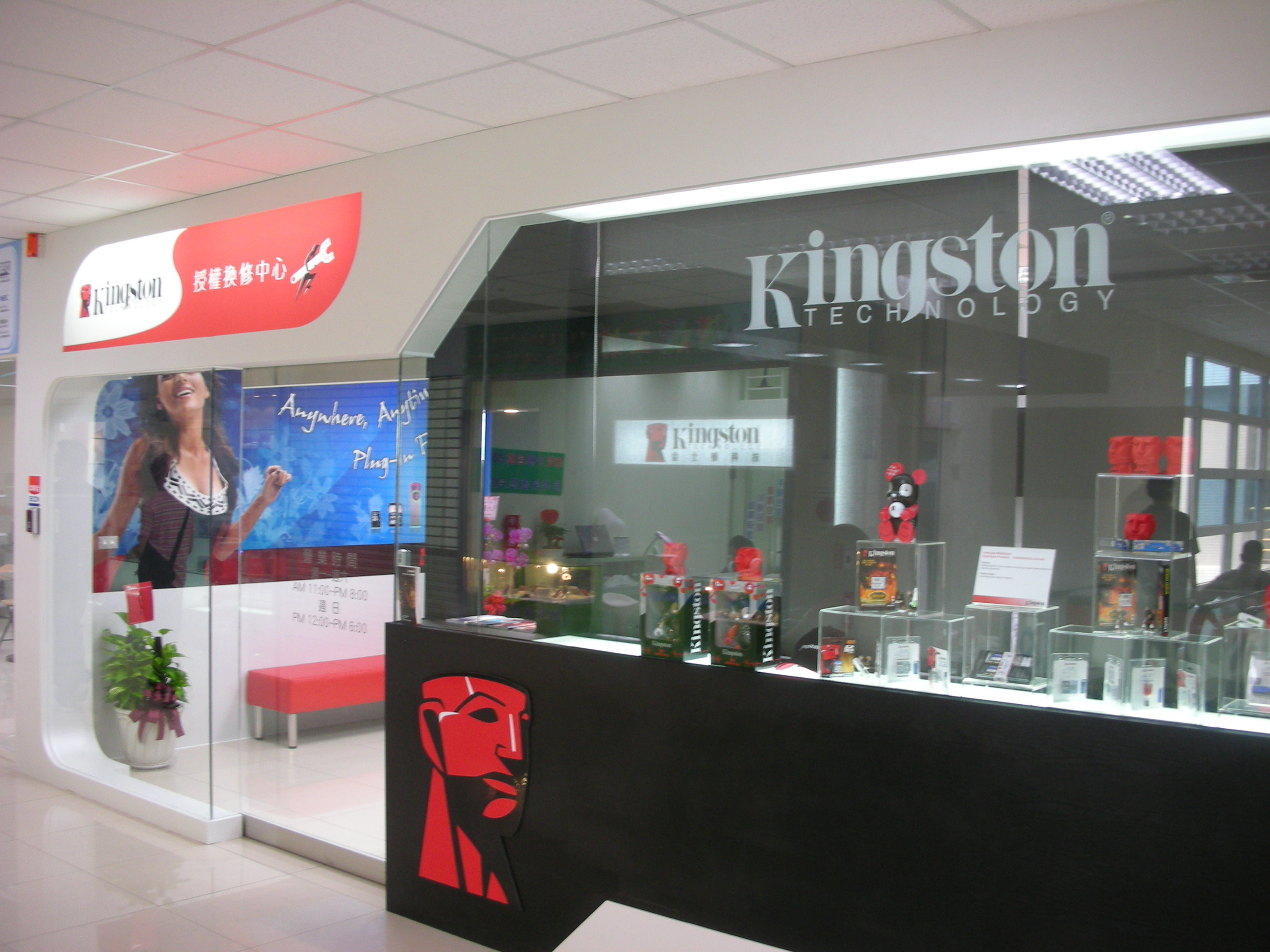
台灣光華商場內金士頓維修站

## 產品

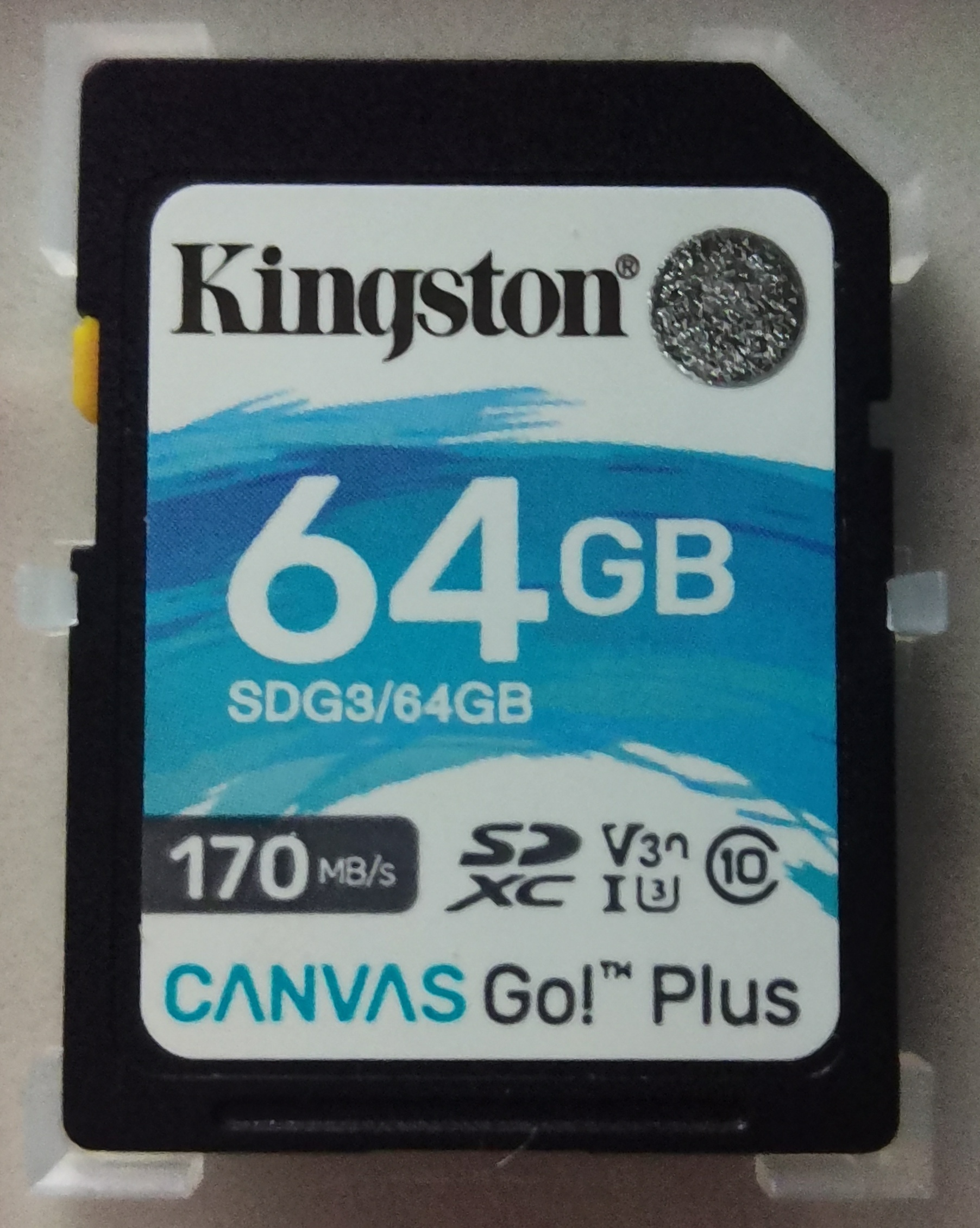
金士顿科技出品的 CANVAS GO!™ Plus系列 SD闪存卡

- 快閃記憶體 - SD卡、CF卡、闪存盘與各種其他形態的產品
- 個人電腦 - 特定系統記憶體升級與系統製造商及OEM廠商使用的"ValueRAM"系列DDR SDRAM
- 伺服器 - 品牌（如IBM及惠普等）與無品牌伺服器的記憶體
- 電子遊戲玩家 - Hyper X DDR SDRAM
- 印表機 - 惠普LaserJet內置的記憶體、Lexmark印表機內部記憶體等
- 數位音頻播放器 - MiniSD卡、MicroSD卡、MultiMedia卡
- 手提電話 - MiniSD卡、MicroSD卡、MultiMedia卡
- MP3或個人娛樂裝置 - K-PEX 100
- SSD固態硬碟-金士頓穩居2017年SSD模組廠自有品牌龍頭，市占率高達23%